# Кубок Естонії з футболу серед жінок
Кубок Естонії з футболу серед жінок (ест. Eesti naiste karikavõistlused) — щорічне змагання для естонських жіночих футбольних клубів, що проводиться Естонською футбольною асоціацією. Вперше розігрався 2007 року. Найтитулованішим клубом у національному кубку є «Пярну» (6 перемог).

## Формат
У національному кубку мають право грати клуби з перших двох вищих дивізіонів чемпіонату Естонії. Команди з вищого дивізіону стартують у кубку лише з третього раунду (еквівалент 1/8 фіналу).

## Фінали
| Сезон | Переможці | Рахунок | Фіналісти        | Стадіон                |
| ----- | --------- | ------- | ---------------- | ---------------------- |
| 2007  | Флора     | 4–1     | Левадія          |                        |
| 2008  | Флора     | 3–1     | Пярну            |                        |
| 2009  | Левадія   | 2–1     | Флора            | Кадріорг               |
| 2010  | Пярну     | 1–0     | Флора            | А. Ле Кок Арена        |
| 2011  | Пярну     | 7–0     | Нимме Калью      | Вільянді Ліннастаадіон |
| 2012  | Пярну     | 4–0     | Левадія          | А. Ле Кок Арена        |
| 2013  | Флора     | 2–0     | Пярну            | А. Ле Кок Арена        |
| 2014  | Пярну     | 5–1     | «Таммека»        | А. Ле Кок Арена        |
| 2015  | Пярну     | 11–0    | Лутос            | А. Ле Кок Арена        |
| 2016  | Левадія   | 4–0     | СК 10 Преміум    | А. Ле Кок Арена        |
| 2017  | Пярну     | 8–0     | «Таллінна Калев» | А. Ле Кок Арена        |
| 2018  | Флора     | 7–0     | СК 10 Преміум    | А. Ле Кок Арена        |
| 2019  | Флора     | 4–0     | Пярну            | А. Ле Кок Арена        |